# Monteplain
Monteplain é uma comuna francesa na região administrativa de Borgonha-Franco-Condado, no departamento de Jura. Estende-se por uma área de 1,68 km². Em 2010 a comuna tinha 133 habitantes (densidade: 79,2 hab./km²).